# Hosianna
Hosianna, kommer från hebreiska הוֹשִׁיעָה־נָּא, hoshiah-na och betyder "rädda oss" eller "kom med hjälp!" , även "hjälp oss" och "ge frälsning". Det är en hos judarna förekommande vädjan till konungar (2 Sam 14:4; 2 Kung 6:26) eller bön till Gud (Ps 118:25). Med tiden kom det att uppfattas som ett hyllningsrop i stil med "vi hälsar och prisar dig". I evangelierna förekommer det i Matt. 21:9,15 och parallella stycken, samt som inledningen till den hälsning varmed Messias skulle mötas. 

## Etymologi
Den hebreiska frasen הוֹשִׁיעָה־נָּא är en kombination av orden för "rädda, frälsa", הוֹשִׁיע, hoshia och förstärkningspartikeln נָא, na. Ordet hosianna bygger på en hifil-stamform av verbet "jasha" (ישׁע) som betyder rädda eller frälsa. I kristen tradition har man tolkat ropet i Matt. 21 som att Jesus är frälsaren/räddaren, eftersom Jesus namn på hebreiska, יְשׁוּעַ, Joshua har samma rot som ordet för att rädda, ישׁע.

## Användning i Bibeln
Hosianna, Davids son, ropade Jesu anhängare när Jesus tågade in i Jerusalem (jämför Palmsöndagen). David refererar till Kung David, kungariket Israels andra kung. Judarna tror att den judiske Messias kommer att vara släkt med Kung David i rakt nedstigande led. De kristna spårar Jesus släktskap med honom genom både Maria och Josef. Det kan tolkas som ett starkt rop på hjälp, men är också ett hyllningsrop till frälsaren/den som kommer med hjälpen.

## Annan användning
I sin latinska form Osanna in excelsis förekommer ordet i den katolska mässan, efter både Sanctus och Benedictus.[källa behövs]
Vid gudstjänsterna på första advent sjungs ofta adventssången Hosianna, Davids son i kyrkorna i Sverige och Finland.
I svenskan har Hosianna kunnat (åtminstone under 1700- och 1800-talen) användas som ett allmänt hyllningsrop eller leverop. Detta har kunnat riktas mot kungen och drottningen, men även mot vanliga medborgare som hyllats för något.